# Mauritz Andersson
Olof Mauritz Andersson (ur. 22 września 1886 w Göteborgu, zm. 1 listopada 1971 tamże) – szwedzki zapaśnik walczący w stylu klasycznym, dwukrotny olimpijczyk.

## Życiorys
Podczas igrzysk olimpijskich w 1908 w Londynie zdobył srebrny medal w wadze średniej, a w Sztokholmie w 1912 odpadł w czwartej rundzie.
Zajął 5. miejsce w kategorii do 85 kg na mistrzostwach Europy w 1907 w Kopenhadze, 4. miejsce w kategorii do 75 kg na mistrzostwach Europy w 1909 w Malmö i 8. miejsce w kategorii do 73 kg na mistrzostwach świata w 1911 w Helsinkach.

## Letnie Igrzyska Olimpijskie 1908
| Konkurencja          | Rundy eliminacyjne    | Rundy eliminacyjne | Ćwierćfinał              | Półfinał                   | Finał                       | Klas. końcowa |
| Konkurencja          | 1/16                  | 1/8                | Ćwierćfinał              | Półfinał                   | Finał                       | Miejsce       |
| -------------------- | --------------------- | ------------------ | ------------------------ | -------------------------- | --------------------------- | ------------- |
| 75 kg styl klasyczny | Stanley Bacon (GBR) Z | Fred Beck (GBR) Z  | Johannes Eriksen (DEN) Z | Jóhannes Jósefsson (ISL) Z | Frithiof Mårtensson (SWE) P | 2.            |

## Letnie Igrzyska Olimpijskie 1912
| Konkurencja          | Rundy eliminacyjne     | Rundy eliminacyjne        | Rundy eliminacyjne       | Rundy eliminacyjne        | Klas. końcowa |
| Konkurencja          | Przeciwnik I           | Przeciwnik II             | Przeciwnik III           | Przeciwnik IV             | Miejsce       |
| -------------------- | ---------------------- | ------------------------- | ------------------------ | ------------------------- | ------------- |
| 75 kg styl klasyczny | Adrien Barrier (FRA) Z | Zavirre Carcereri (ITA) Z | Fridolf Lundsten (FIN) P | Alfred Asikainen (FIN) WO | 11.           |